# Suamico
Suamico és una població dels Estats Units a l'estat de Wisconsin. Segons el cens del 2000 tenia 8.686 habitants.

## Demografia
Segons el cens del 2000, Suamico tenia 8.686 habitants, 2.966 habitatges, i 2.544 famílies. La densitat de població era de 92,5 habitants per km².
Dels 2.966 habitatges en un 45,1% hi vivien nens de menys de 18 anys, en un 78,1% hi vivien parelles casades, en un 4,8% dones solteres, i en un 14,2% no eren unitats familiars. En el 10,2% dels habitatges hi vivien persones soles el 2,8% de les quals corresponia a persones de 65 anys o més que vivien soles. El nombre mitjà de persones vivint en cada habitatge era de 2,92 i el nombre mitjà de persones que vivien en cada família era de 3,15.
Per edats la població es repartia de la següent manera: un 29,6% tenia menys de 18 anys, un 5,8% entre 18 i 24, un 34,7% entre 25 i 44, un 24,8% de 45 a 60 i un 5,1% 65 anys o més.
L'edat mediana era de 36 anys. Per cada 100 dones de 18 o més anys hi havia 104,4 homes.
La renda mediana per habitatge era de 65.189 $ i la renda mediana per família de 67.528 $. Els homes tenien una renda mediana de 43.876 $ mentre que les dones 29.261 $. La renda per capita de la població era de 24.735 $. Aproximadament l'1% de les famílies i l'1,8% de la població estaven per davall del llindar de pobresa.